# Travancas
Travancas é uma povoação portuguesa do Município de Chaves que foi sede da extinta Freguesia de Travancas, freguesia que tinha 13,35 km² de área e 402 habitantes (2011), e, por isso, uma densidade populacional de 30,1 hab/km².
A Freguesia de Travancas foi extinta em 2013, no âmbito de uma reforma administrativa nacional, tendo sido agregada à Freguesia de Roriz para formar uma nova freguesia denominada União das Freguesias de Travancas e Roriz da qual é a sede.
A Freguesia de Travancas era composta pelas povoações de Argemil, São Cornélio e Travancas.
Travancas pertenceu ao concelho de Monforte de Rio Livre, extinto em 31 de Dezembro de 1853, passando a partir daí a integrar o concelho (atual município) de Chaves. Dista 20 km de Chaves, sendo conhecida como a capital da batata.[carece de fontes?]
Nela ocorre, no último fim de semana de Agosto, a festa em honra do Senhor dos Aflitos. Esta festa, contém celebrações religiosas como procissões e missas e também o tradicional baile de música pimba. É realizada num recinto próprio para o efeito que possui dois coretos e um grandioso bar.

## População
| Número de habitantes | Número de habitantes | Número de habitantes | Número de habitantes | Número de habitantes | Número de habitantes | Número de habitantes | Número de habitantes | Número de habitantes | Número de habitantes | Número de habitantes | Número de habitantes | Número de habitantes | Número de habitantes | Número de habitantes |
| -------------------- | -------------------- | -------------------- | -------------------- | -------------------- | -------------------- | -------------------- | -------------------- | -------------------- | -------------------- | -------------------- | -------------------- | -------------------- | -------------------- | -------------------- |
| 1864                 | 1878                 | 1890                 | 1900                 | 1911                 | 1920                 | 1930                 | 1940                 | 1950                 | 1960                 | 1970                 | 1981                 | 1991                 | 2001                 | 2011                 |
| 626                  | 663                  | 736                  | 670                  | 638                  | 611                  | 684                  | 858                  | 935                  | 1 038                | 920                  | 886                  | 588                  | 519                  | 402                  |

(Obs.: Número de habitantes "residentes", ou seja, que tinham a residência oficial nesta freguesia à data em que os censos  se realizaram.)